# Acula (municipalité)
La municipalité d'Acula est l'une des 212 municipalités de l'État de Veracruz, et est située dans la partie sud-est de cet État, au Mexique. Celle-ci se trouve dans le golfe du Mexique, en retrait de la côte. Inscrite dans la plaine côtière, elle appartient à la partie occidentale du bassin du fleuve Río Papaloapan. Son chef-lieu est la ville éponyme d'Acula. Cette municipalité dépend de la région administrative de Papaloapan, qui une des 10 subdivisions administratives de l'État de Veracruz.

## Géographie
La municipalité d'Acula s'étend du sud-est au nord-ouest au cœur bassin du fleuve Río Papaloapan. Elle traversée par les rivières San Carlos et Antigua, qui sont tributaires du Río Papaloapan. Elle compte de nombreux lacs, dont les lacs Las Siletas et Pinolopa, au centre de son territoire, et un lac plus vaste, Popuyeca, à sa limite nord-ouest. Son chef-lieu est la ville éponyme d'Acula, qui est sise sur la rive gauche de l'un des affluents fleuve Papaloapan, dans la partie sud de son territoire. Ce territoire couvre une surface de 195,4 km2, et était peuplé en 2015 de 5350 habitants, pour une densité de 27,4 habitants par km2.
La municipalité est limitrophe au nord de celle d'Alvarado, au sud-ouest de celle d'Ixmatlahuacan, au sud-est de celle d'Amatitlán, et à l'est de celle de Tlacotalpan.

## Composition et démographie
La municipalité était composée en 2015 de 37 localités, dont une seule était considérée comme urbaine, les autres étant rurales.
| Localité                                   | Population |
| ------------------------------------------ | ---------- |
| Acula                                      | 2639       |
| Cerro de las Flores                        | 437        |
| San Miguel Xóchitl (San Miguel el Soldado) | 315        |
| Ciénega de los Caballos                    | 290        |
| El Talladero                               | 214        |
| Reste des localités                        | 1234       |
| Total population                           | 5129       |

En plus de l'espagnol, une langue amérindienne est parlée dans la municipalité : le chinantèque.

## Histoire
Durant la période précolombienne, le territoire se situe au carrefour des influences olmèques et totonaques.
Jusqu'au milieu du XIXe siècle, Acula a conservé le nom de Pinume.

## Économie

### Agriculture et élevage
La superficie des parcelles semées représentait en 2016 une surface totale de 2384,3  hectares, parmi lesquels 1844,2 hectares voués voués à la culture de la canne à sucre, 475 hectares voués à la culture du maïs, et 20 hectares à celle du haricot.
En 2016, la production de viande par tonnes comprenait 233 tonnes de viande bovine, 52,2 tonnes de viande porcine, 12 tonnes de viande ovine, 26 tonnes de volailles, et 2 tonnes de dinde. La superficie vouée à l'élevage représentait alors 7546 hectares.